# Rauchgasentschwefelung

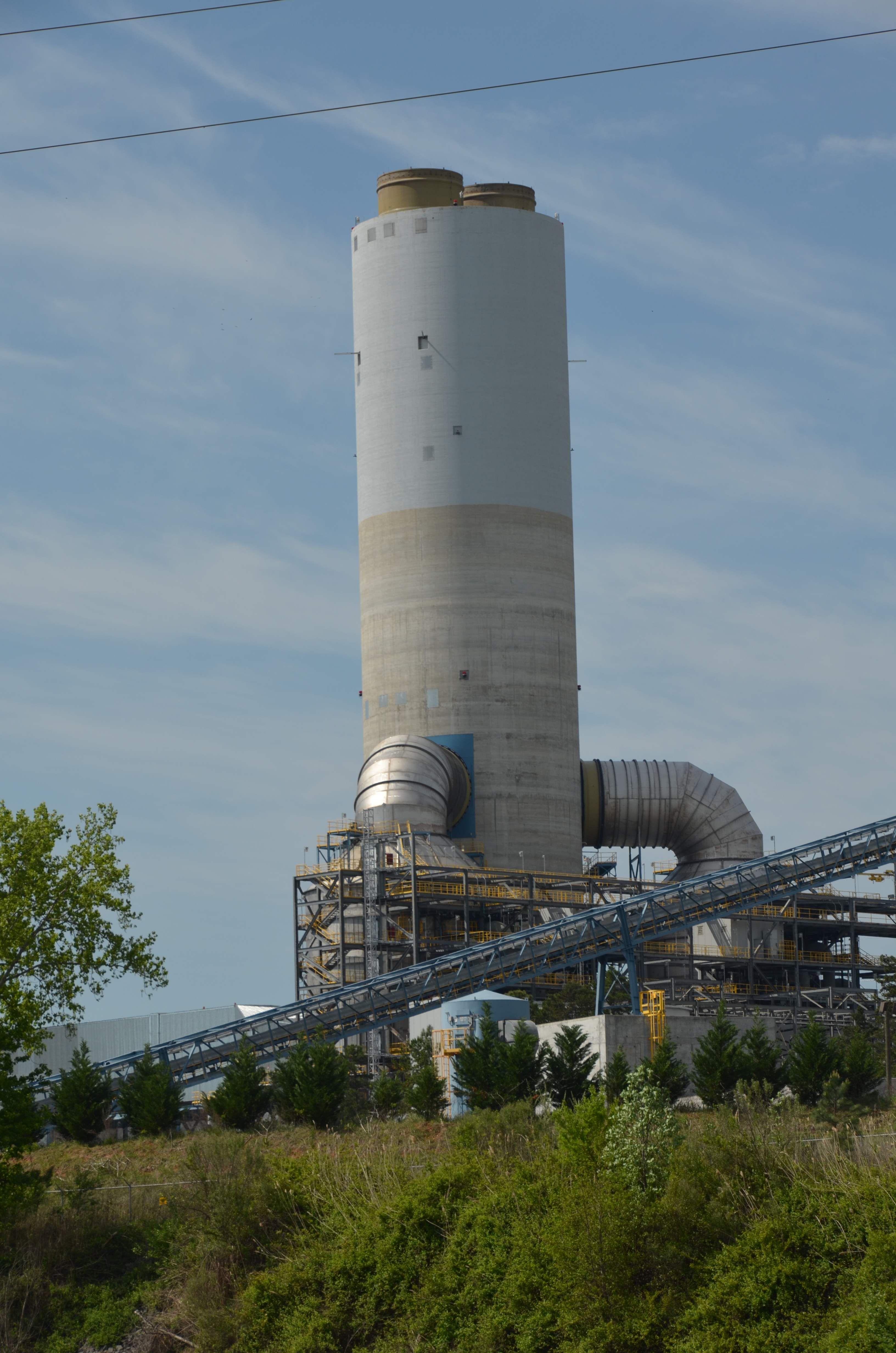
Gaswäscher des Kraftwerks Allen (USA)

Als Rauchgasentschwefelung (auch DeSOx) werden Rauchgasreinigungsverfahren zur Entfernung von Schwefelverbindungen (SO2 und SO3) aus Abgasen (z. B. von Kraftwerken, Müllverbrennungsanlagen oder Großmotoren) bezeichnet. Die Schwefelverbindungen entstehen durch das Verbrennen schwefelhaltiger fossiler Brennstoffe. Anlagen zur Rauchgasentschwefelung werden häufig mit REA (Rauchgasentschwefelungsanlage) abgekürzt.

## Anwendung
Frühe Verfahren zur Rauchgasentschwefelung wurden bereits 1867 in den Schindler Blaufarbenwerken in Zschorlau (Erzgebirge) und 1879 vom Sodafabrikanten Robert Hasenclever eingesetzt. Letzteres Verfahren wird heute besonders für Kraftwerke auf der Basis von Kohle und schwerem Heizöl eingesetzt, bei denen der Schwefelgehalt größer als ein Prozent ist. Bei der Verbrennung von Gas und leichtem Heizöl ist im Allgemeinen eine Entschwefelung nicht erforderlich, da diese Brennstoffe/Kraftstoffe bereits seit vielen Jahren nur mehr schon entschwefelt verwendet werden. Heizöl extraleicht kommt seit etwa 2000 (weitgehend) entschwefelt in Verkehr.
Seit 1974 ist in Deutschland für neue Steinkohlekraftwerke die Rauchgasentschwefelung vorgeschrieben und die Verordnung über Großfeuerungs-, Gasturbinen- und Verbrennungsmotoranlagen von Juni 1983 verlangte auch die Nachrüstung oder Stilllegung alter Anlagen. Bei Braunkohlekraftwerken war Anfang der 1980er-Jahre zunächst eine Verminderung der Schwefeldioxid-Emissionen durch Kalkzugabe zur Rohbraunkohle vorgesehen (auch Trocken-Additivverfahren genannt), was wesentlich kostengünstiger gewesen wäre als die konventionellen Abgasentschwefelungsanlagen. Ab Juni 1983 mussten auch Braunkohlekraftwerke in Deutschland unter Berücksichtigung von Übergangsfristen die Rauchgasentschwefelung durchführen. 

## Verfahrensarten
In Kraftwerken besteht prinzipiell die Möglichkeit, durch technische Maßnahmen Schwefeldioxid bis über 95 Prozent aus dem Rauchgas zu entfernen. Es gibt mehr als hundert verschiedene Verfahren; sie liefern als Endprodukt Gips oder Ammoniumsulfat.

Schematischer Aufbau des Absorbers einer Rauchgasentschwefelungsanlage mit Kalkwäsche

Man unterscheidet zwischen regenerativen und nichtregenerativen Verfahren zur Entschwefelung.
- Bei den nichtregenerativen Verfahren gibt es die Kalkwäsche, die sich weltweit am meisten durchgesetzt hat. Hierbei wird unter Zugabe von „Kalk“ (sowohl Calciumcarbonat als auch Calciumoxid) Gips produziert. Dies geschieht meist in einem Gegenstromwäscher, dem Absorber. Während das Rauchgas den Behälter von unten nach oben durchströmt, reagieren die Schwefelverbindungen mit der Waschsuspension. Diese wird durch Sprühebenen, die im oberen Bereich des Absorbers angebracht sind, fein verteilt und rieselt nach unten in eine Auffangwanne (Sumpf). Im Behältersumpf wird das Umsetzungsprodukt des Schwefeldioxides (Calciumsulfit) durch Zugabe von Sauerstoff (Luft) zu Calciumsulfat (Gips) aufoxidiert:[1]

{\displaystyle {\begin{aligned}\mathrm {2\;SO_{2}+2\;Ca(OH)_{2}} &\longrightarrow \mathrm {2\;CaSO_{3}+2\;H_{2}O} \\\mathrm {2\;CaSO_{3}+O_{2}+4\;H_{2}O} &\longrightarrow \mathrm {2\;[CaSO_{4}\cdot 2\;H_{2}O]} \\\hline \mathrm {2\;SO_{2}+2\;Ca(OH)_{2}+O_{2}+2\;H_{2}O} &\longrightarrow \mathrm {2\;[CaSO_{4}\cdot 2\;H_{2}O]} \end{aligned}}}
Nachdem frischer Kalk beigemengt und ein Teil des entstandenen Gipses ausgeschieden wurde, wird die Suspension über Umwälzpumpen wieder in die Sprühebenen gepumpt. Ist das Rauchgas im oberen Bereich des Wäschers angelangt, werden die letzten Suspensionstropfen im Tropfenabscheider entfernt und das Gas kann gereinigt die Anlage verlassen. Weitere Verfahren sind die Sprühabsorption, Trockensorption und die Ammoniak-REA (Walther-Verfahren).
- Zu den regenerativen Verfahren gehört das Wellman-Lord-Verfahren, das insbesondere in Raffinerien Anwendung findet. Ein weiteres Verfahren, welches mehr und mehr an Bedeutung gewinnt ist die kohlenstoffbasierte selektive katalytische Reduktion (CSCR), welche auf Adsorption an Aktivkohle basiert.[2] Hierbei durchströmt das zu reinigende Rauchgas vorzugsweise einen Gegenstrom-Wanderbett-Adsorber von unten nach oben, wobei das Adsorptionsmittel Aktivkoks langsam von oben nach unten nachrückt.[3] Der beladene Aktivkoks kann durch thermische Behandlung in einer Desorptionsanlage (Desorber) regeneriert werden. Das auf diese Weise aus dem Desorptionsprozess gewonnene Reichgas, welches SO2 Konzentrationen von typischerweise 15 – 20 %-Vol. vorweist, kann zur Herstellung von Schwefelsäure oder elementarem Schwefel verwendet werden.[4] Anlagen dieser Art sind beispielsweise in Müllverbrennungsanlagen, wie etwa der Müllverbrennungsanlage Flingern[5] und in chinesischen Stahlwerken der Jiangsu Shagang Group, der Anshan Iron and Steel Group und der Masteel Group verbaut.[6]

## Reststoffbehandlung
Von jährlich in Deutschland ca. 7 Mio. t anfallendem REA-Gips verwertete die Baustoffindustrie 1995 ca. 3 Millionen t, sodass ca. 4 Mio. t jährlich in Deponien verbracht werden. Gegenüber Naturgips hat REA-Gips den Nachteil einer höheren Restfeuchte, die maximal 10 % betragen kann.
Bei den Nassverfahren zur Rauchgasentschwefelung (hierzu zählen alle Verfahren mit Ausnahme der Sprühabsorption und der Trockensorption) fällt Abwasser an, das vor allem die löslichen Bestandteile – unter anderem Halogenverbindungen (Chloride usw.) und auch Schwermetallverbindungen – aus dem Brennstoff und aus dem Absorptionsmittel enthält. Dieses Abwasser muss vor der Einleitung in Gewässer gereinigt werden. Dies erfolgt wohl nicht auf ölbetriebenen Schiffen, die (eventuell alkalisch mit Natronlauge) nass entschwefeln und das Waschwasser ins Meer entlassen.